# Acrocercops zopherandra
Acrocercops zopherandra är en fjärilsart som beskrevs av Edward Meyrick 1931. Acrocercops zopherandra ingår i släktet Acrocercops och familjen styltmalar. Inga underarter finns listade i Catalogue of Life.